# Mateusz Gajdulewicz
Mateusz Gajdulewicz, né le 22 février 2003 à Varsovie, est un coureur cycliste polonais.

## Biographie
En 2021, Mateusz Gajdulewicz se distingue dans la discipline du contre-la-montre en remportant le championnat de Pologne, et en terminant neuvième du championnat d'Europe chez les juniors (moins de 19 ans). Il réalise également de bonnes performances sur le Tour de Haute-Autriche juniors en se classant deuxième d'une étape au sprint et sixième du classement général. 
Malgré des contacts avancés avec la formation Jumbo-Visma Development, il rejoint l'équipe continentale HRE Mazowsze Serce Polski en 2022. Au mois de juin, il se classe deuxième du championnat de Pologne du contre-la-montre espoirs (moins de 23 ans), derrière l'un de ses principaux rivaux Kacper Gieryk. Il s'impose ensuite sur le championnat de Pologne de la montagne à Walim, et remporte à la fois le titre chez les élites et les espoirs. En septembre, il représente son pays dans le contre-la-montre espoirs et le contre-la-montre par équipes en relais mixte aux championnats du monde, disputés à Wollongong.

## Palmarès
- 2020
  - 2e du championnat de Pologne du contre-la-montre juniors
- 2021
  -  Champion de Pologne du contre-la-montre juniors
  - 9e du championnat d'Europe du contre-la-montre juniors
- 2022
  -  Champion de Pologne de la montagne
  -  Champion de Pologne de la montagne espoirs
  - Classement général de Pologne-Ukraine
  - 2e du championnat de Pologne du contre-la-montre espoirs
- 2023
  - 5e épreuve du Circuit des plages vendéennes (contre-la-montre par équipes)
- 2024
  - Chrono 47 (contre-la-montre par équipes)
  - 2e du championnat de Pologne du contre-la-montre espoirs
  - 3e du championnat de Pologne sur route espoirs
  - 3e du Tour de Madrid espoirs
  - 10e du championnat d'Europe du contre-la-montre espoirs
- 2025
  - 3e du championnat de Pologne du contre-la-montre espoirs
  - 3e du championnat de Pologne sur route

## Classements mondiaux
| Année                                 | 2022  | 2023  | 2024  |
| ------------------------------------- | ----- | ----- | ----- |
| Classement mondial                    | 1211e | 1412e | 1322e |
| UCI Europe Tour                       | 848e  | nc    | nc    |
|                                       |       |       |       |
| Légende : nc = non classéSource : UCI |       |       |       |